# Слободян Анатолій Васильович
Анато́лій Васи́льович Слободя́н (29 жовтня 1953, смт Вапнярка, Вінницька область, Українська РСР, СРСР — 24 березня 2023) — радянський та український залізничник, генеральний директор «Укрзалізниці» (1997–2000), начальник Південно-Західної залізниці (2000–2002). Кандидат технічних наук. Кавалер ордена «За мужність» II та III ступеня, Заслужений працівник транспорту України.

## Життєпис
Народився у смт Вапнярка, що на Вінниччині.
У 1972 році закінчив Одеський технікум залізничного транспорту та розпочав трудову діяльність на залізничній станції Одеса-Сортувальна на посаді регулювальника швидкості поїздів. У 1973–1974 роках служив у Радянській армії, після звільнення у запас повернувся на Одесу-Сортувальну, де пройшов шлях від оператора сортувальної гірки до начальника станції.
У 1982 році отримав диплом Дніпропетровського інституту інженерів залізничного транспорту. Протягом 1985–1993 років працював у Одеському відділку Одеської залізниці на посадах диспетчера, начальника відділу руху, першого заступника начальника відділку та начальника Одеського відділку залізниці.
З 1993 по 1997 рік працював у Державній адміністрації залізничного транспорту України на посаді першого віце-президента. У 1997 році був призначений генеральним директором «Укрзалізниці». З травня 2000 по жовтень 2002 року обіймав посаду начальника Південно-Західної залізниці.
Протягом 2003–2006 років — старший викладач Київського інституту інвестиційного менеджменту. У 2005 році захистив кандидатську дисертацію за темою «Транспортні системи» в Одеському національному морському університеті. У 2006 році був призначений проректором з організації підвищення кваліфікації керівних кадрів Київського університету економіки та технології транспорту.
У 2007 році повернувся на залізницю, обійнявши посаду заступника генерального директора Державної адміністрації залізничного транспорту України. Наприкінці 2010 року був звільнений згідно з розпорядженням Кабінету міністрів України, після чого обійняв посаду директора державного підприємства «Український державний центр транспортного сервісу „Ліски“».
На парламентських виборах 2014 року входив до партійного списку партії «Відродження» під другим номером, однак місця у Верховній раді не отримав.

## Нагороди
- Орден «За заслуги» II ст. (4 листопада 2011) — за вагомий особистий внесок у розвиток залізничного транспорту, багаторічну сумлінну працю та високу професійну майстерність[2]
- Орден «За заслуги» III ст. (29 липня 1999) — за вагомий особистий внесок у розвиток залізничного транспорту, багаторічну сумлінну працю[3]
- Заслужений працівник транспорту України (30 жовтня 2008) — за вагомий особистий внесок у розвиток транспортної системи України, підвищення ефективності використання залізничного транспорту, високу професійну майстерність та з нагоди Дня залізничника[4]
- Почесна грамота Кабінету Міністрів України
- Знак «Почесному залізничнику»